# Піраміда Джедефри
30°01′56″ пн. ш. 31°04′29″ сх. д. / 30.03222° пн. ш. 31.07472° сх. д.
Піраміда Джедефри (Раджедефа) — єгипетська піраміда, зведена за часів IV династії близько 2580–2570 років до н. е. (XXVI ст. до н. е.), за фараона Джедефри, сина та спадкоємця фараона Хеопса, неподалік від сучасного єгипетського села Абу Раваш. У подальших епохах камені піраміди часто використовувались як будівельний матеріал для інших будівель, через що нині піраміда є лише руїнами, найбільша висота яких сягає 11,4 метра.

## Конструкція
Як наступник Хеопса Джедефра керував його похованням, однак для своєї власної гробниці обрав місце за 8 кілометрів на північний захід від піраміди батька.
Первинно довжина основи піраміди складала 106,2 м, але дотепер збереглось лише 97 м. Її було збудовано на невеликому пагорбі, що призвело до значної економії праці та матеріалів. Цілком завершена, за розмірами вона могла зрівнятись із пірамідою Мікеріна в Гізі.
Основа піраміди була викладена горизонтальними вапняковими блоками, які, однак, не завжди були однакового розміру чи правильної форми. Утворені через це пустоти заповнювались гіпсовим розчином.
Зовнішнє оздоблення нижньої частини піраміди складалось із рожевого граніту, який спеціально для цього доставлявся з Асуана. Верхня частина піраміди, ймовірно, була оздоблена звичайним вапняком.

## Галерея

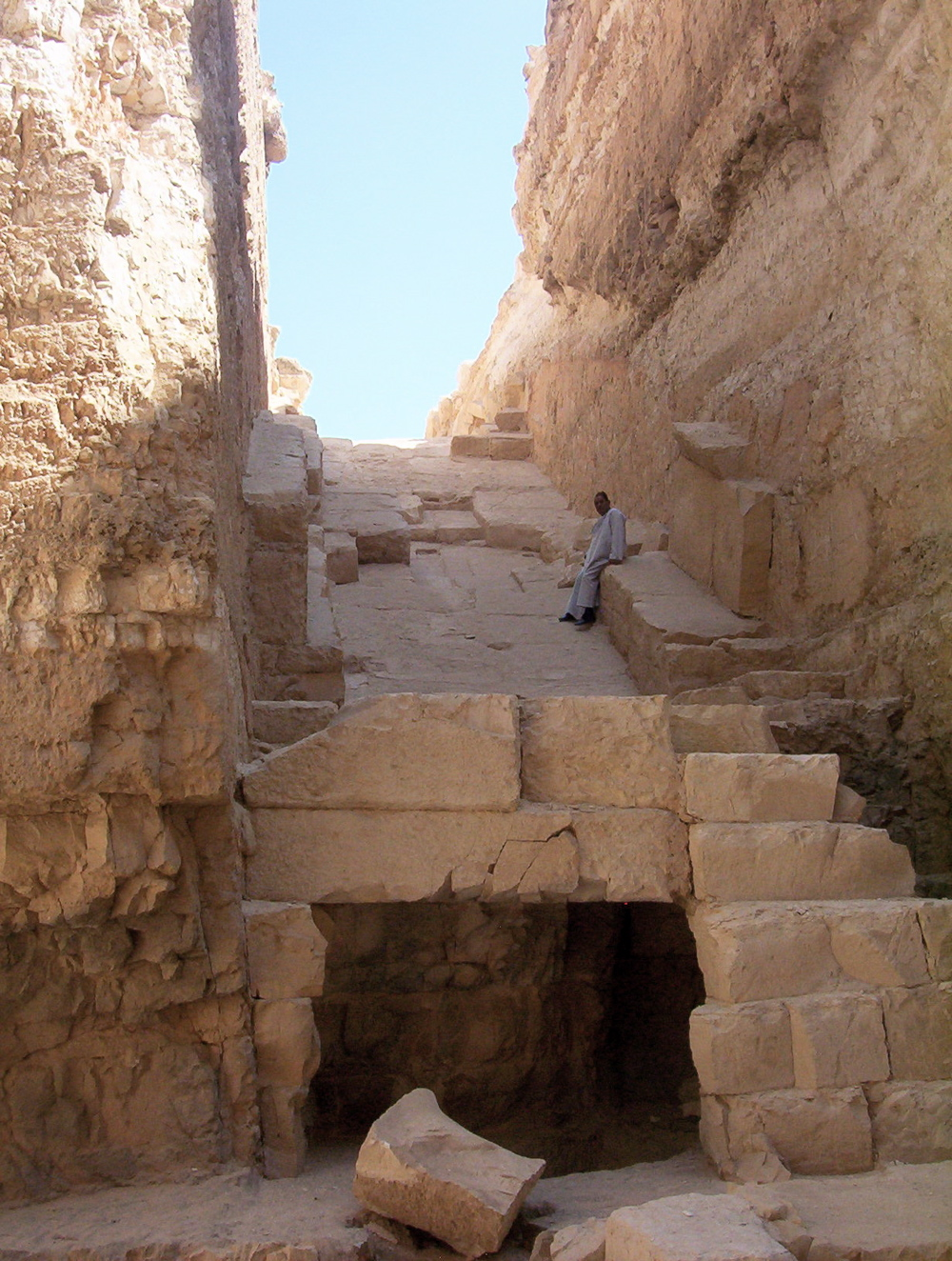
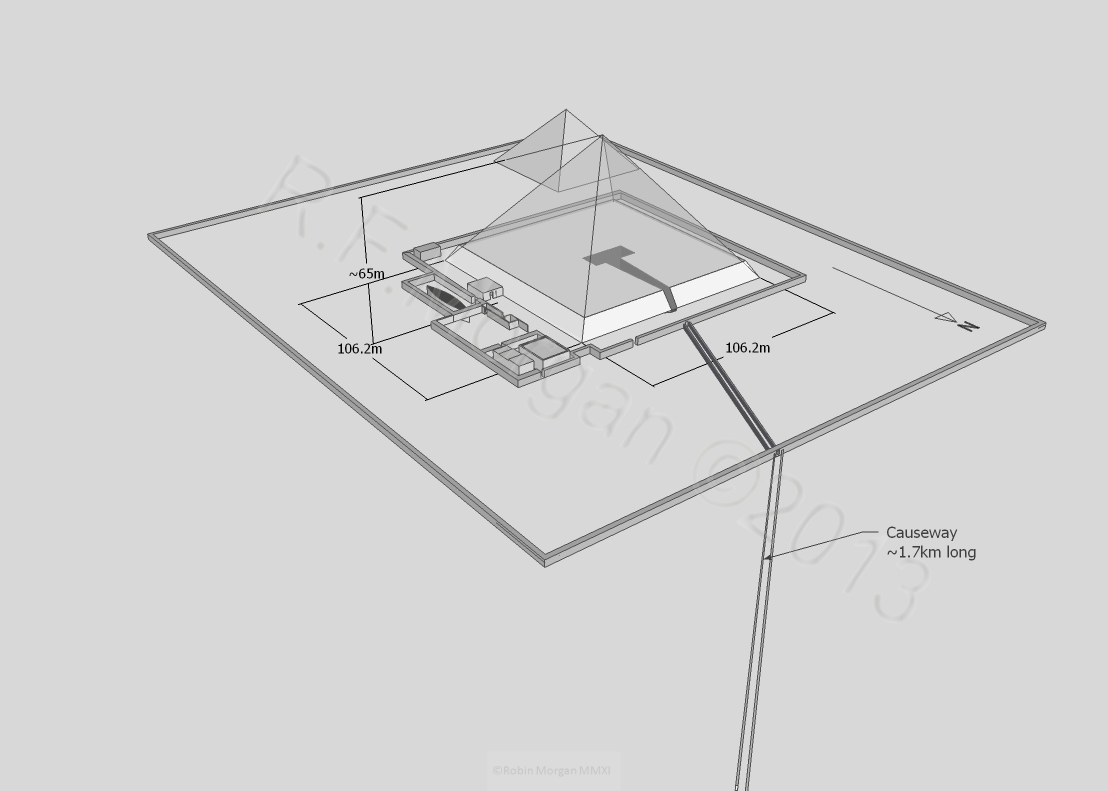
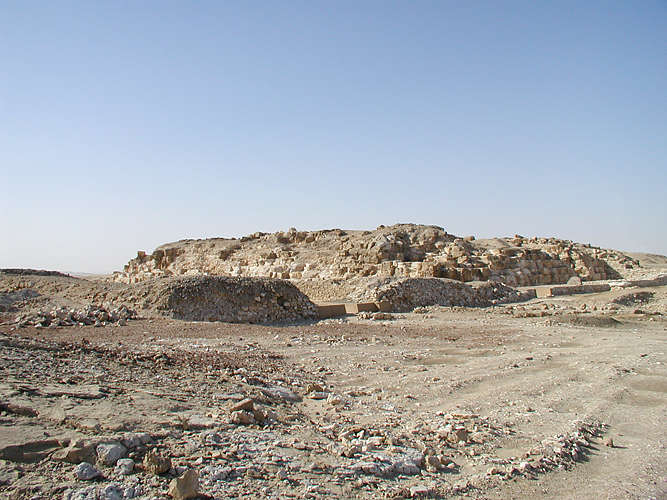
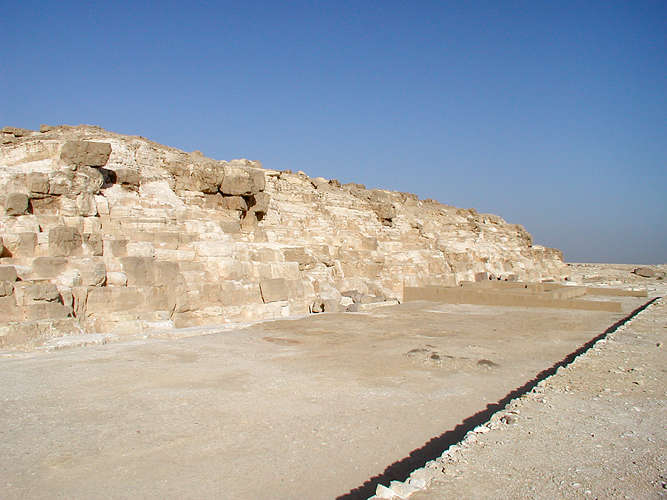
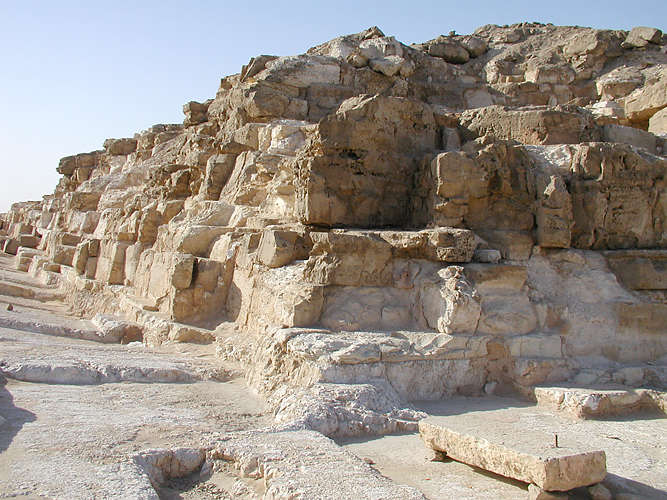
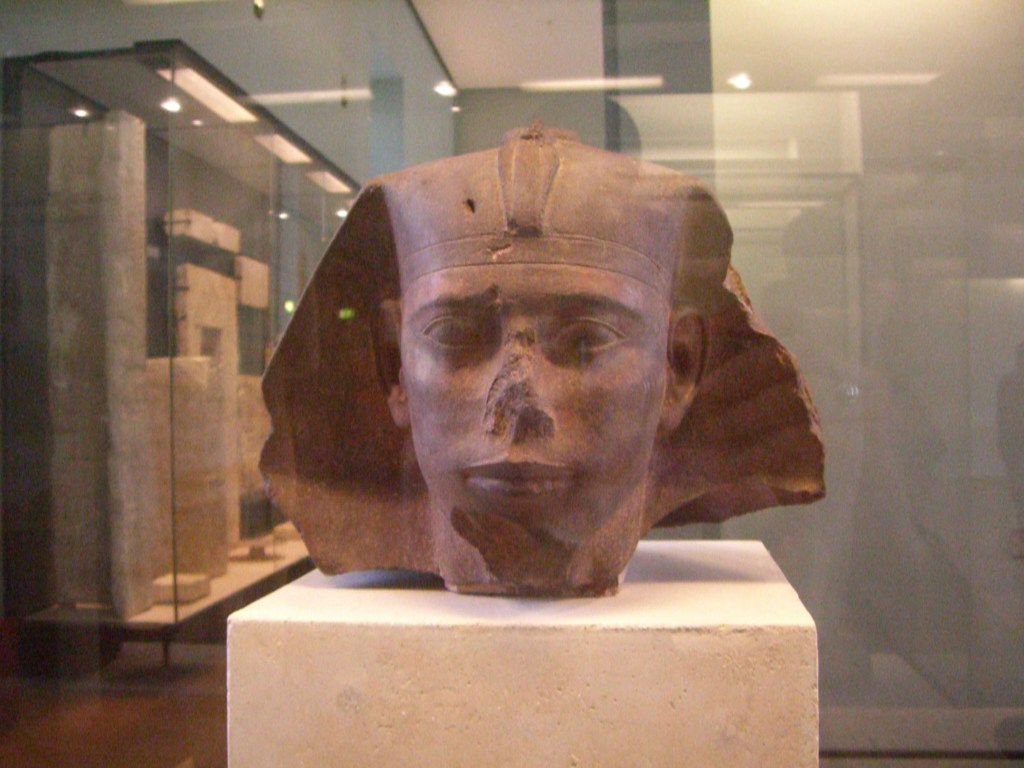

## Руйнування
Піраміда Джедефри — єдина з пірамід IV династії, яку майже цілком було розібрано пізнішими будівельниками. Видобуток каміння, імовірно, розпочався вже за часів Нового царства. Найактивнішим періоду руйнування піраміди стала доба римського панування, однак розграбування піраміди тривало до XIX століття. Фліндерс Пітрі повідомляв, що навіть у 1880-х роках з території піраміди вивозили 300 верблюдів з каменем на день. Розграбуванню сприяло усамітнене положення піраміди, а також присутність там цінного рожевого граніту.